# Мечищів (зупинний пункт)
Мечи́щів — пасажирський залізничний зупинний пункт Тернопільської дирекції Львівської залізниці на лінії Ходорів — Березовиця-Острів між станціями Підвисоке (10 км) та Потутори (8 км). Розташований неподалік села Мечищів Тернопільського району Тернопільської області.

## Пасажирське сполучення
Приміське сполучення здійснюється дизель-поїздами, що прямують за напрямком Ходорів — Тернопіль.